# 馬陵公園
馬陵公園（ばりょうこうえん）は、福島県相馬市にある公園である。相馬中村城の城跡を整備した公園であり、日本の歴史公園100選に選ばれている。

## 概要
慶長16年（1611年）に相馬利胤が築いた相馬中村城の城跡のうち、本丸、東西南北の各二の丸を整備した公園である。園内には石垣や赤橋などが残り、築城当時の面影が残る。また、大手門が復元されている。
630本のソメイヨシノが植栽されており、桜の名所となっている。相馬桜まつりが開かれ、ライトアップも行なわれている。
かつては交通公園が整備されていたが、現在は芝生の広場となっている。

## 園内の施設・名所
- 相馬中村城跡
- 相馬中村神社
- 相馬神社
- 長友グラウンド（サッカー）
- 二の丸球場（野球）

## 交通アクセス
- JR常磐線相馬駅から徒歩15分
- 常磐自動車道・東北中央自動車道 相馬ICから車で5分

## 周辺
- 相馬市民会館
- 相馬市歴史資料収蔵館
- 福島県立相馬高等学校
- 相馬簡易裁判所
- 相馬市役所
- 相馬市立中村第一小学校
- スポーツアリーナそうま
- 宇多川